# Parlament Tasmanii
Parlament Tasmanii (Parliament of Tasmania) – główny organ władzy ustawodawczej australijskiego stanu Tasmania. Formalnie składa się z trzech izb: królowej Australii reprezentowanej przez gubernatora, Izby Zgromadzenia oraz Rady Ustawodawczej, w praktyce jednak w procesie stanowienia prawa biorą udział tylko dwie ostatnie.
Obie izby tasmańskiego parlamentu są wybierane na cztery lata, różnią się jednak liczebnością i stosowaną ordynacją. Przy wyborach do liczącej 25 deputowanych Izby zastosowanie znajduje metoda pojedynczego głosu przechodniego, zaś kandydaci startują w okręgach wielomandatowych. Z kolei piętnastoosobowa Rada wyłaniana jest przy pomocy ordynacji preferencyjnej, w jednomandatowych okręgach wyborczych. Inną charakterystyczną cechą tasmańskiej polityki - unikalną na tle pozostałych stanów Australii - jest to, iż o ile izba niższa ma charakter typowo partyjny, o tyle w wyższej tradycyjnie dominują członkowie niezależni.
Parlament Tasmanii powstał w swej obecnej postaci w 1856, kiedy ta ówczesna kolonia brytyjska uzyskała autonomię. Rada Ustawodawcza powstała już w 1825, jednak dopiero po 31 latach stała się ciałem w pełni wybieralnym.
Obie izby obradują w Gmachu Parlamentu (Parliament House) w stolicy Tasmanii, Hobart.